# Broye-les-Loups-et-Verfontaine
Broye-les-Loups-et-Verfontaine – miejscowość i gmina we Francji, w regionie Burgundia-Franche-Comté, w departamencie Górna Saona.
Według danych na rok 1990 gminę zamieszkiwały 72 osoby, a gęstość zaludnienia wynosiła 10 osób/km² (wśród 1786 gmin Franche-Comté Broye-les-Loups-et-Verfontaine plasuje się na 671. miejscu pod względem liczby ludności, natomiast pod względem powierzchni na miejscu 625.).
| 1962 | 1968 | 1975 | 1982 | 1990 | 1999 |
| ---- | ---- | ---- | ---- | ---- | ---- |
| 92   | 112  | 101  | 68   | 72   | 83   |